# Tetramicra tenera
Tetramicra tenera är en orkidéart som först beskrevs av Achille Richard, och fick sitt nu gällande namn av Robert Allen Rolfe. Tetramicra tenera ingår i släktet Tetramicra och familjen orkidéer.
Artens utbredningsområde är Kuba. Inga underarter finns listade i Catalogue of Life.